# Ghetto Gospel
Ghetto Gospel – jeden z najbardziej znanych singli Tupaca Shakura. Zawiera sample piosenki Eltona Johna pod tytułem „Indian Sunset” z płyty Madman Across the Water. Shakur napisał i nagrał tę piosenkę w tajemnicy przed fanami i nikt jej nigdy nie przesłuchał do 2004 roku, kiedy to Eminem zajmował się produkcją płyty Loyal to the Game. „Ghetto Gospel” to jedyna piosenka z tego albumu, która zawiera teledysk.

## Teledysk
Wideoklip był nagrywany w sierpniu 2004 roku. Przedstawia on ostatni dzień życia człowieka w getcie. Od czasu do czasu przewijają się w nim fragmenty nawiązujące do 2Paca. Podczas kłótni rodziny w telewizorze leci teledysk „Brenda’s Got a Baby”. Pod koniec teledysku główny bohater zostaje zastrzelony z czarnego Cadillaca (co nawiązuje do śmierci 2Paca). Na zakończenie pojawiają się słynne słowa Afeni Shakur „Remember to keep yourself alive, there’s nothing more important than that.” (Pamiętaj, że najważniejsze jest aby utrzymać się przy życiu.).

## Miejsca na listach przebojów
| Lista        | Miejsce |
| ------------ | ------- |
| U.K. Hot 100 | 1       |

## Certyfikaty i sprzedaż
| Kraj                  | Certyfikat      | Sprzedaż |
| --------------------- | --------------- | -------- |
| Australia (ARIA)      | platynowa płyta | 70 000+  |
| Dania (IFPI Danmark)  | złota płyta     | 45 000+  |
| Niemcy (BVMI)         | złota płyta     | 150 000+ |
| Nowa Zelandia (RMNZ)  | złota płyta     | 5 000+   |
| Wielka Brytania (BPI) | platynowa płyta | 600 000+ |